# Mine vaganti. O miłości i makaronach
Mine vaganti. O miłości i makaronach (org. Mine vaganti, 2010) – włoska tragikomedia romantyczna w reżyserii Ferzana Özpeteka.
Obraz nominowany w dwóch kategoriach do Europejskich Nagród Filmowych 2010 i w trzynastu kategoriach do włoskich nagród David di Donatello 2010. Na Tribeca Film Festival 2010 film otrzymał Nagrodę Specjalną Jury.

## Opis fabuły
Rodzina Cantone prowadzi firmę zajmującą się produkcją makaronów. Na czele rodziny i interesu stoi ojciec Vincenzo. Gdy jego najmłodszy syn Tommaso wraca do rodzinnego miasta Apulli z Rzymu, ojciec jeszcze nie wie, iż syn zamierza wyznać, że jest gejem. Podczas rodzinnej kolacji Tommasa uprzedza starszy brat Antonio, który wyznaje swoje sekrety i fakt, iż również jest homoseksualistą. Vincenzo wydziedzicza Antonia, a sam dostaje zawału serca. Tommaso musi przejąć rodzinny interes i zapanować nad ekscentryczną rodziną.

## Obsada
- Riccardo Scamarcio − Tommaso Cantone
- Alessandro Preziosi − Antonio Cantone
- Nicole Grimaudo − Alba Brunetti
- Lunetta Savino − Stefania Cantone
- Ennio Fantastichini − ojciec, Vincenzo Cantone
- Ilaria Occhini − babcia, Nonna
- Elena Sofia Ricci − Luciana Cantone
- Bianca Nappi − Elena Cantone
- Massimiliano Gallo − Salvatore
- Daniele Pecci − Andrea

i inni

## Nagrody i nominacje
Tribeca Film Festival 2010

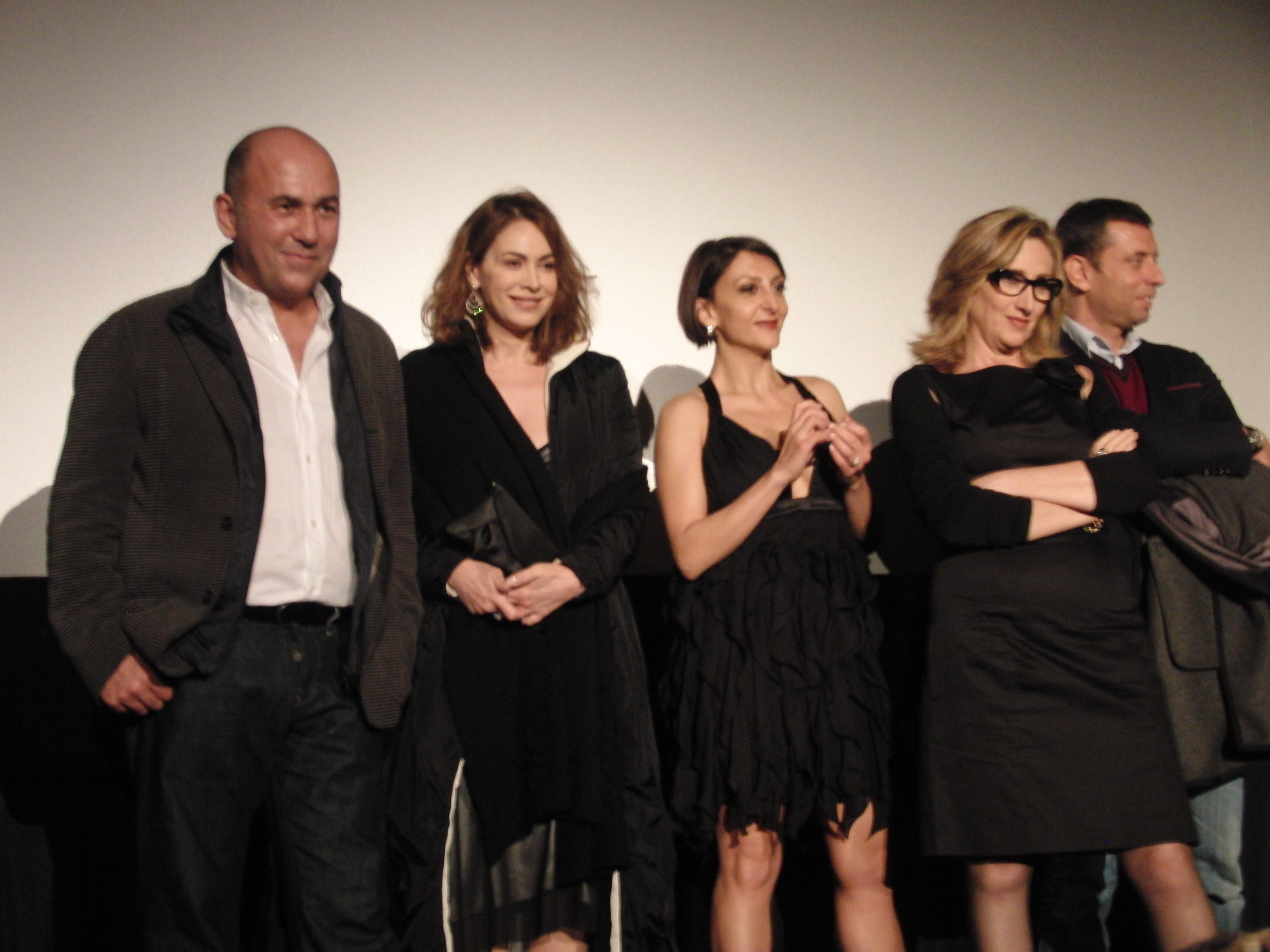
Reżyser filmu oraz aktorzy podczas Tribeca Film Festival 2010 w Nowym Jorku.

- Nagroda Specjalna Jury − Ferzan Özpetek

Europejskie Nagrody Filmowe 2010
- nominacja: Najlepszy Europejski Kompozytor − Pasquale Catalano
- nominacja: Nagroda Publiczności (People's Choice Award)

David di Donatello 2010
- najlepsza aktorka drugoplanowa − Ilaria Occhini
- najlepszy aktor drugoplanowy − Ennio Fantastichini
- nominacja: najlepszy film − Ferzan Özpetek
- nominacja: najlepszy reżyser − Ferzan Özpetek
- nominacja: najlepszy scenariusz − Ferzan Özpetek i Ivan Cotroneo
- nominacja: najlepszy producent − Domenico Procacci
- nominacja: najlepsza aktorka drugoplanowa − Elena Sofia Ricci
- nominacja: najlepsze zdjęcia − Maurizio Calvesi
- nominacja: najlepsza muzyka − Pasquale Catalano
- nominacja: najlepsza piosenka Sogno − Patty Pravo
- nominacja: najlepsza scenografia − Andrea Crisanti
- nominacja: najlepsze kostiumy − Alessandro Lai
- nominacja: najlepszy montaż − Patrizio Marone